# Estrella de ocho puntas

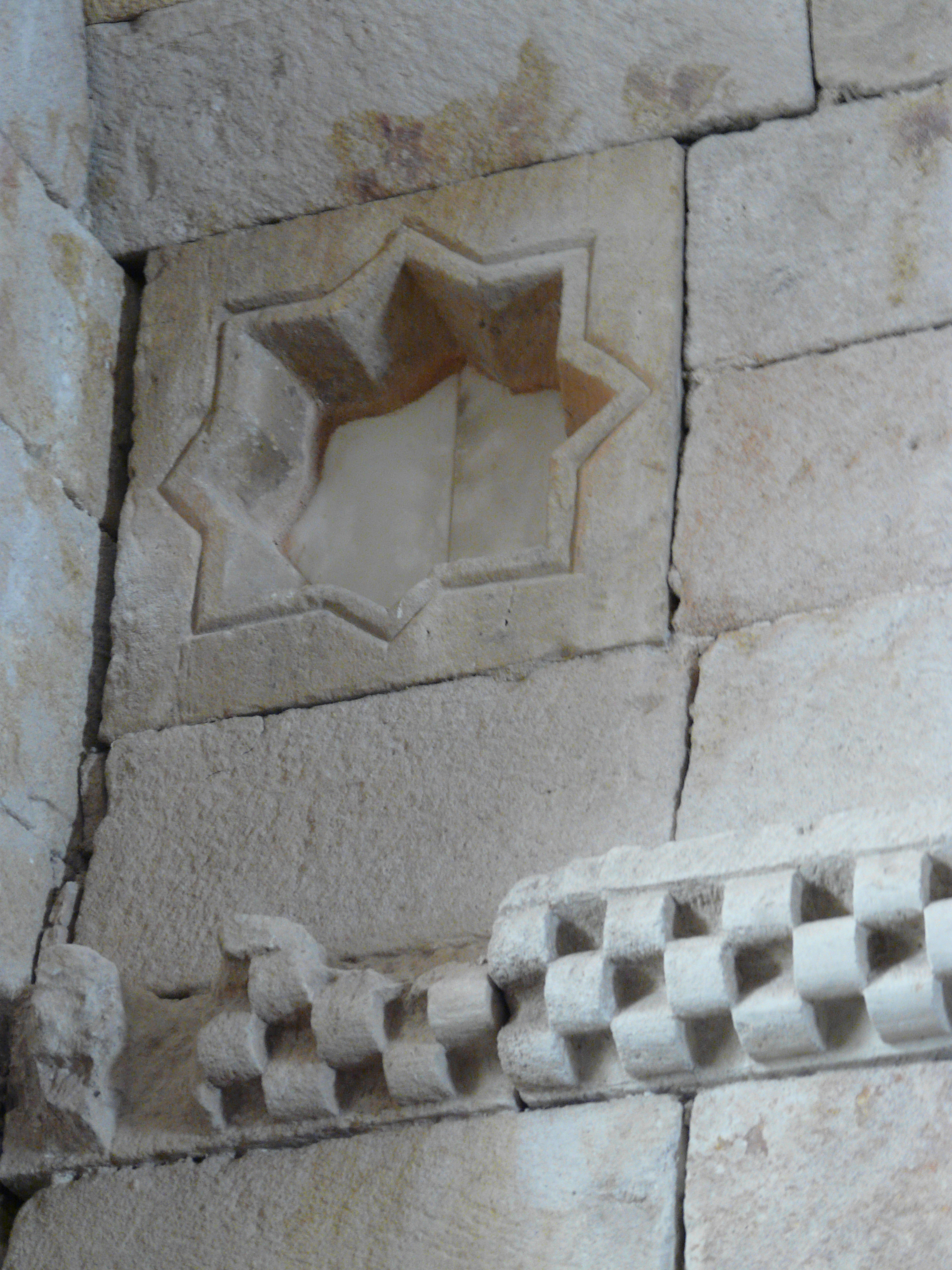
Estrella de ocho puntas en la Iglesia románica del siglo XII de Santo Tomé de Zamora (España)

La estrella de ocho puntas o estrella tartésica es una forma geométrica usada por varias culturas bajo distintos nombres y significados. Es el resultado de la superposición de dos cuadrados concéntricos, uno de los cuales ha sido girado 45 grados. 
La estrella de ocho puntas es una figura muy simple que aparece en casi todas las civilizaciones mediterránas antiguas. Aunque los ejemplos más antiguos al parecer se hallan en Oriente Próximo, también se ha confirmado su uso en lugares del occidente, como por ejemplo en varios puntos de la península ibérica. 
Durante los siglos de ocupación musulmana en la península ibérica se acuñan las primeras monedas con la estrella de ocho puntas como símbolo político y como elemento decorativo. Pero fue en el Reino de Granada donde alcanza su máximo esplendor pasando a la decoración de edificios, grabados, joyería, etc. Los mozárabes y mudéjares llevaron la estrella de ocho puntas por todo el norte de la península ibérica y los musulmanes y moriscos la difundieron por el Magreb y el Oriente Medio. Actualmente puede verse en numerosos edificios de España, como en la Alhambra.

## Tartessos
El origen de la estrella de ocho puntas está presente en la mitología y Religión tartésica como parte de la adoración al Sol,[cita requerida] pues ya desde el neolítico éste era representado como una circunferencia y ocho rayos.[cita requerida]
Posteriormente, los turdetanos, en una época aún de plena soberanía, representaban esta estrella en sus monedas como un claro símbolo del pueblo.[cita requerida] En cambio, los hispanorromanos de la Bética, al depender del Imperio romano, se limitaron a representar la estrella en algunos mosaicos.

## Al-Ándalus
Fue la cultura andalusí la que la definió ya como un símbolo cultural acuñandola en las primeras monedas. Además el uso de ella en tantos ámbitos hizo que incluso se le cambiase el nombre por el de Estrella de Abderramán I.
También el Reino nazarí de Granada incluyó la estrella de ocho puntas en algunos pendones. Es en esta época cuando alcanza su máximo esplendor al ser utilizada en decoración, arquitectura, joyería, telas, grabados, tapices e incluso como símbolo político. Incluso en la empuñadura de la espada de Boabdil.

## Rub el hizb
La Rub el hizb (en árabe: ربع الحزب ?) es una estrella de ocho puntas que se usa en el Corán para indicar el fin de un capítulo. En árabe, rub significa "cuarta" e hizb significa "parte" o "partido", por lo que vendría a significar "cuarta parte". Parece ser que es una representación del paraíso, que según la creencia islámica está rodeado de ocho montañas. Algunos estados islámicos la usan en sus símbolos nacionales. Por esto fue el emblema de la bandera de Marruecos entre 1258-1659 y 
fue el emblema de la efímera República de Hatay.Y ha resultado ser motivo principal de los escudos de Turkmenistán y Uzbekistán y en la bandera de Azerbaiyán. El símbolo rub al-hizb está presente en el alfabeto Unicode como dos cuadrados solapados con un lunar central: ۞. La signatura de este símbolo es U+06DE.

## Estrella de Lakshmi
La estrella de Lakshmi en el hinduismo es un polígono formado por dos cuadrados concéntricos con 45 grados de diferencia. Se utiliza para representar el ashta lakshmi [cita requerida], la octava forma o "tipo de riqueza" de la diosa Lakshmī.

## Guñelve
El guñelve (del mapudungún Wüṉyelfe o Wünelfe, el lucero del alba o el planeta Venus) es un símbolo de la iconografía mapuche que puede ser descrito o como una forma especial de octagrama o estrella de ocho puntas, similar a la estrella tartésica, o como una cruz foliada —es decir, una cruz cuyos extremos se dividen para formar dos nuevas puntas—, similar a la cruz de Malta.

## En arquitectura
Es un símbolo (generalmente como vano o ventana) bastante frecuente en edificios de cultura islámica (por ejemplo en la Alhambra de Granada) e hindú (en donde se habría originado), a fines de siglo XX el arquitecto argentino César Pelli utilizó el octonario o estrella de ocho puntas como elemento basal de la planta de las célebres Torres Petronas:

Desarrollo de las Torres Petronas Torre 1 piso 43 con el símbolo de la estrella de ocho puntas.

## Geometría sacra
En común con el pentáculo (talismán) o estrella de cinco puntas (si ésta tiene un vértice apuntando hacia arriba)  el octonario o estrella de Salomón tiene dos características: se le considera un signo de buen augurio y puede ser trazado por la misma pluma (cálamo) o lapicero o instrumento similar sobre una adecuada superficie con un solo trazo sin necesidad de levantar el instrumento que se le grafica. También forma parte de la geometría sagrada.

Estrella de ocho puntas.
Rub el hizb.
Estrella de Lakshmi.
El Guñelve, es una estrella mapuche, variante de la estrella de ocho puntas.
Emblema nacional de Turkmenistán, en uso desde 2003
Emblema nacional de Uzbekistán, adoptado por ley del 2 de julio de 1992
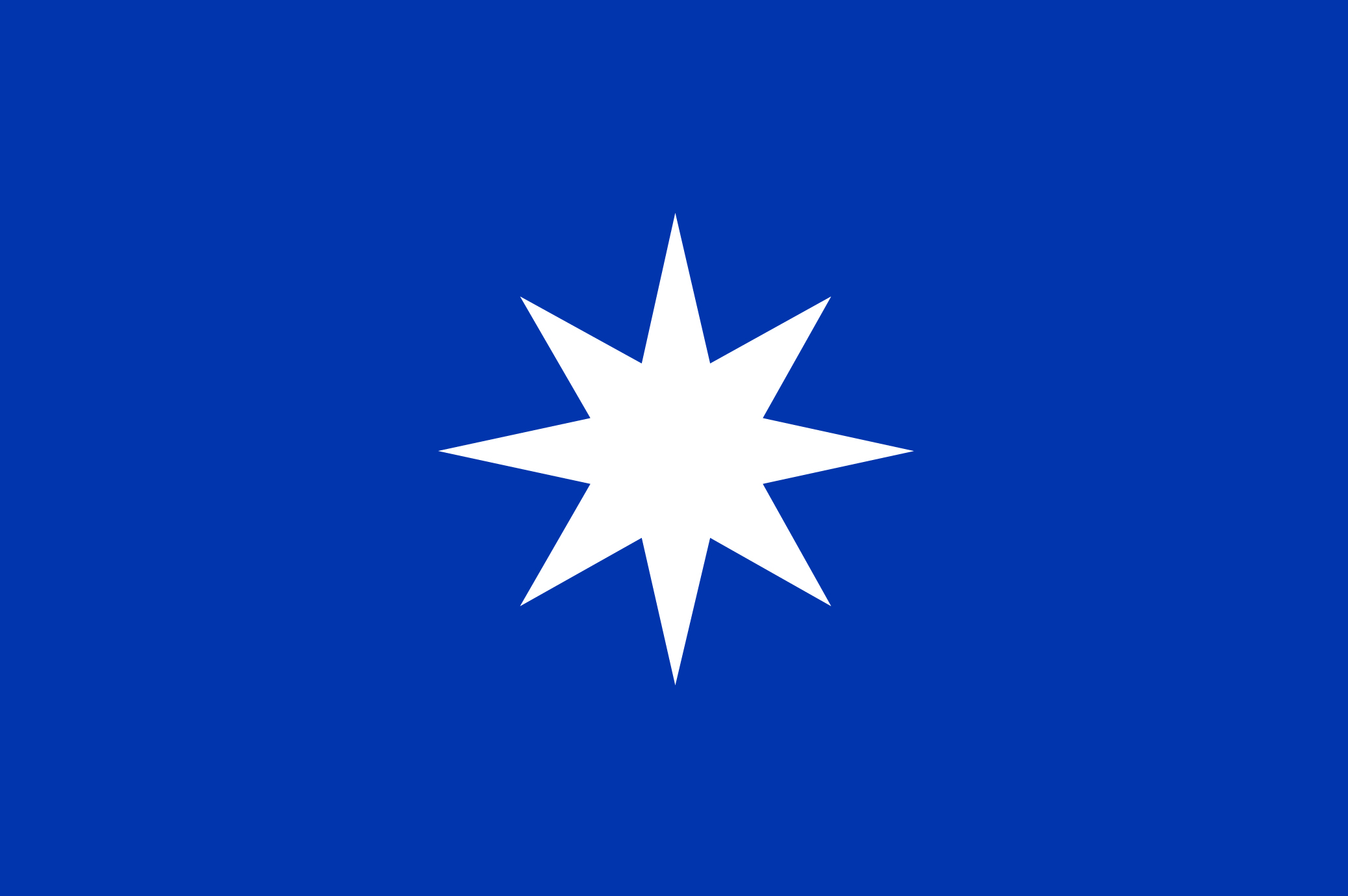
Bandera mapuche posiblemente usada en el siglo XVIII por las tropas mapuches.
Bandera de Azerbaiyán en 1991
Bandera del Nacionalismo Andaluz
Bandera del Partido Azat de Kazajistán
Bandera aduanera de Kazajistán
Afghanistán en 1919
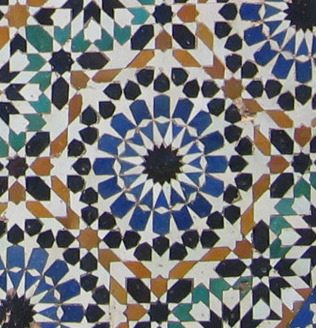
Mosaico en Meknes
Bandera palestina de Jerusalén
Bandera de Marruecos entre 1258-1659
Bandera ficticia de la República de Hatay
bandera no oficial de Kazajistán en los 1990
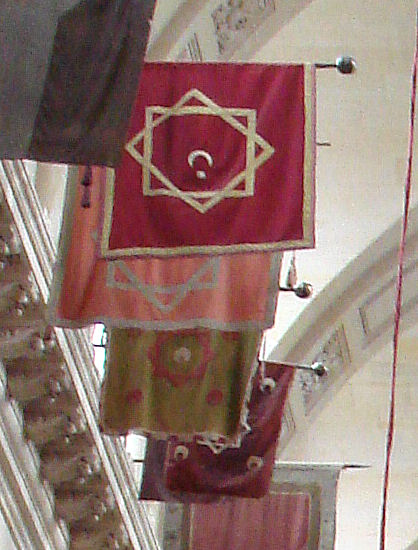
Antiguos estandartes marroquíes capturados por los franceses en la Batalla de Isly (1844)
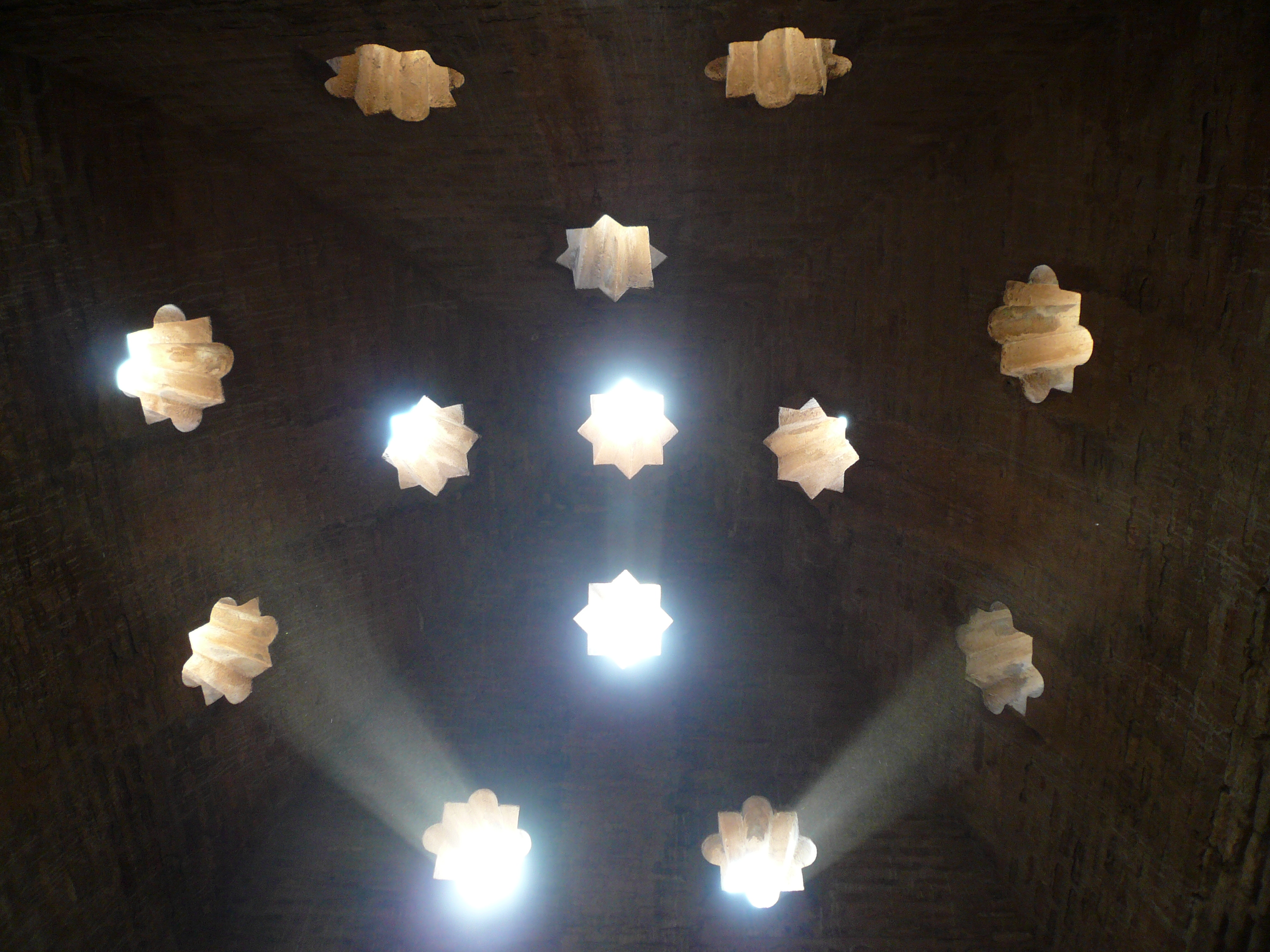
Claraboyas en forma de estrella de ocho puntas en uno de los baños de la Alhambra.
Escudo de la ciudad de Estella en Navarra. La estrella es símbolo distintivo y emblemático de la ciudad.

## Emoji Unicode
El emoji de la estrella de ocho puntas (۞) se agregó al estándar Unicode en junio de 1993, bajo el nombre Arabic Start of Rub El Hizb. Su codificación es:
| Estándar | Código  |
| -------- | ------- |
| Unicode  | U+06DE  |
| HTML     | &#1758; |
| CSS      | \06DE   |